# HD 91312
Désignations
HD 91312, également désignée HR 4132, est une étoile multiple de la constellation boréale de la Grande Ourse. Elle est visible à l'œil nu avec une magnitude apparente de 4,72, et c'est l'étoile la plus brillante de la constellation qui ne possède ni désignation de Bayer, ni désignation de Flamsteed. D'après la mesure de sa parallaxe annuelle par le satellite Gaia, le système est distant d'environ ∼ 112 a.l. (∼ 34,3 pc) de la Terre. Il s'en éloigne à une vitesse radiale héliocentrique de +8 km/s.
L'étoile primaire du système, désignée HD 91312 A, est une étoile blanche de type spectral A7IV-V, ce qui indique que son spectre montre à la fois des traits d'une étoile sur la séquence principale et d'une sous-géante plus évoluée. Elle est 1,83 fois plus massive que le Soleil.
Des variations dans la vitesse radiale de l'étoile, ainsi que différentes prises d'image, indiquent la présence d'un compagnon stellaire de faible masse en orbite. Nommée HD 91312 B par Chilcote et al. (2021), il s'agit d'une naine rouge de type précoce à intermédiaire, et elle tourne autour de l'étoile primaire sur une orbite vue de côté et avec un demi-grand axe de 9,7 ua. Sa masse vaut 34 % celle du Soleil. Le système est jeune, avec un âge autour de 200 millions d'années. Il montre également un excès d'infrarouge qui s'explique par la présence d'un disque de débris. La température moyenne de ce disque est de 35 K et il orbite à une distance de 218,1 ua de la paire.
La troisième étoile, désignée HD 91312 C, est également une naine rouge, possiblement de type M5, et de vingtième magnitude. Elle est située à une grande distance angulaire de 345,6 secondes d'arc de HD 91312 A et sa masse est estimée valoir seulement 10 % celle du Soleil.
Enfin, John Herschel avait identifié un premier compagnon à HD 91312 dès 1831. De manière confuse, il est généralement désigné HD 91312 B dans les catalogues d'étoiles doubles et multiples. Il est situé à une distance angulaire de 16,9 secondes d'arc et à un angle de position de 0° de HD 91312 A en date de 2015. Il a été suggéré que les deux étoiles seraient physiquement liées, mais les données astrométriques de Gaia montrent que le compagnon présente un mouvement propre différent et qu'il est beaucoup plus lointain, à une distance d'environ 863 pc (∼2 810 al) de la Terre,.